# Iphiaulax atriornatus
Iphiaulax atriornatus är en stekelart som beskrevs av Cameron 1912. Iphiaulax atriornatus ingår i släktet Iphiaulax och familjen bracksteklar. Inga underarter finns listade i Catalogue of Life.